# Adam Hansen
Adam Hansen (født 11. maj 1981 i Cairns) er en australsk forhenværende landevejsrytter, der senest kørte for WSA KTM Graz p/b Leomo.
I 2008 blev Adam Hansen australsk mester i enkeltstart.